# (5259) Epeigeus
(5259) Epeigeus (1989 BB1) – planetoida z grupy trojańczyków okrążająca Słońce w ciągu 11,83 lat w średniej odległości 5,19 j.a. Odkryta 30 stycznia 1989 roku.